# Quartier de la Folie-Méricourt

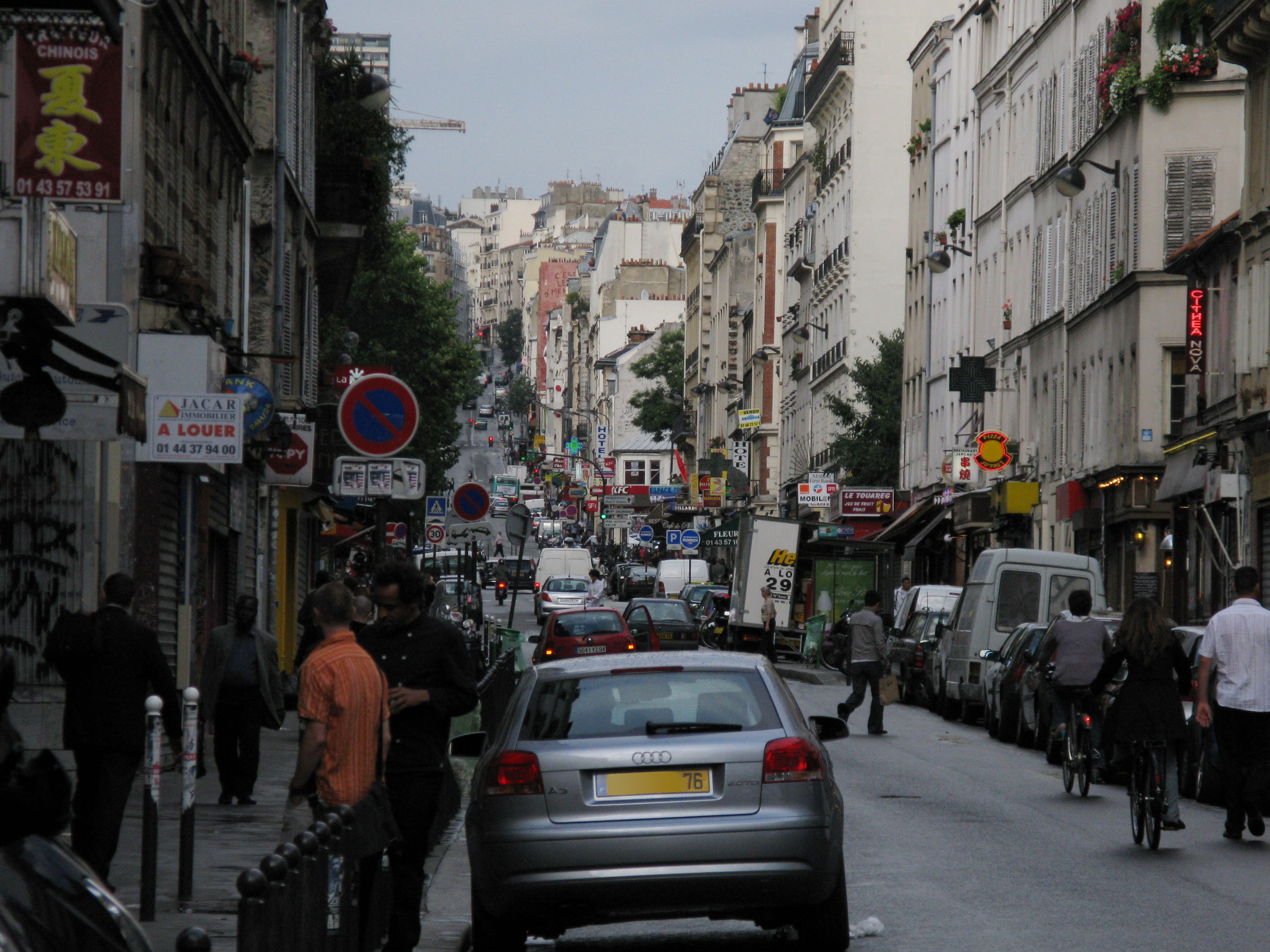
Rue Oberkampf tvoří jižní hranici čtvrtě (domy vlevo)

Quartier de la Folie-Méricourt (čtvrť Folie-Méricourt) je 41. administrativní čtvrť v Paříži, která je součástí 11. městského obvodu. Má rozlohu 72,6 ha a ohraničují ji ulice Rue Oberkampf na jihu, Boulevard du Temple na západě, Rue du Faubourg-du-Temple na severu a Boulevard de Belleville na východě.

## Historie
Čtvrť se nachází jižně od vrchu Belleville, což je bývalé pařížské předměstí. Až do konce 17. století ležela oblast za hranicemi městských hradeb a tak si velmi dlouho udržela venkovský charakter. Přeměna čtvrti začala kolem roku 1830 při průmyslovém rozvoji severní části Paříže a její rychlé urbanizaci. Tato čtvrť zůstala trochu stranou stavebních úprav, které prováděl baron Haussmann. Ve čtvrti bylo mnoho řemeslníků a dělnický charakter si čtvrť udržela.

## Vývoj počtu obyvatel
| Rok sčítání | Počet obyvatel | Hustota zalidnění (ob./km²) |
| ----------- | -------------- | --------------------------- |
| 1954        | 47 672         | 65 664                      |
| 1962        | 45 911         | 63 238                      |
| 1968        | 42 707         | 58 825                      |
| 1975        | 35 205         | 48 492                      |
| 1982        | 32 064         | 44 165                      |
| 1990        | 35 227         | 48522                       |
| 1999        | 33 002         | 45 457                      |